# NGC 294
NGC 294 (również ESO 29-SC22) – gromada otwarta znajdująca się w gwiazdozbiorze Tukana. Odkrył ją John Herschel 11 kwietnia 1834 roku. Być może jeszcze wcześniej zaobserwował ją James Dunlop 5 września 1826 roku. Gromada ta znajduje się w Małym Obłoku Magellana.